# Homalomena insignis
Homalomena insignis är en kallaväxtart som beskrevs av Nicholas Edward Brown. Homalomena insignis ingår i släktet Homalomena och familjen kallaväxter. Inga underarter finns listade.